# Castiglione Messer Raimondo
Castiglione Messer Raimondo är en ort och kommun i provinsen Teramo i regionen Abruzzo i Italien. Kommunen hade 2 209 invånare (2018).